# Liste der Monuments historiques in Montblainville
Die Liste der Monuments historiques in Montblainville führt die Monuments historiques in der französischen Gemeinde Montblainville auf.

## Liste der Objekte
| Bezeichnung                                    | Beschreibung                                                   | Standort                       | Kennzeichnung | Schutzstatus | Datum | Bild |
| ---------------------------------------------- | -------------------------------------------------------------- | ------------------------------ | ------------- | ------------ | ----- | ---- |
| Gemälde Der heilige Martin teilt seinen Mantel | Ölfarbe auf Leinwand, Holzrahmen, 1831; nach Anthonis van Dyck | in der Kirche St-Martin (Lage) | PM55002092    | Inscrit      | 1994  |      |
| Sakramentsvelum                                | Seide, bestickt, 19. Jahrhundert                               | in der Kirche St-Martin (Lage) | PM55002091    | Inscrit      | 1992  |      |